# Warwick Braithwaite
Pour les articles homonymes, voir Braithwaite.
Œuvres principales
Pendragon
Henry Warwick Braithwaite ou Warwick Braithwaite est un chef d'orchestre néo-zélandais, né le 9 janvier 1896 à Dunedin. Une grande partie de sa carrière s'effectua en Grande-Bretagne où il s'est particulièrement illustré avec la conduite d'opéra. Il dirigea notamment l'Orchestre national royal d'Écosse et l'Opéra national du pays de Galles.

## Biographie
Braithwaite est le fils de  Joseph Braithwaite et de Mary Ann Braithwaite. Il est l'un des plus jeunes enfants du couples (16 enfants au minimum, 22 au maximum). Son père fut l'un des maires de la ville de Dunedin. 
L'une de ses sœurs, Mabel Manson, émigra en Angleterre avant sa naissance et y connu une carrière importante comme chanteuse.
L'un de ses frères, Joseph Braithwaite, fut journaliste et exécuté pendant la Première Guerre mondiale car convaincu de trahison. Il fut pardonné par le gouvernement de Nouvelle-Zélande en 2000. 
Un autre de ses frères, Rewi Braithwaite, fut joueur de football et représenta les couleurs de la Nouvelle-Zélande en sélection. 
Après avoir servi brièvement sous le drapeau néo-zélandais pendant la Première Guerre mondiale et avoir remporté plusieurs compétitions comme compositeurs et pianiste, il rejoint sa sœur en Angleterre où il étudie la composition et le piano à la Royal Academy of Music (école de musique).